# Voleibol nos Jogos Olímpicos de Verão de 1964 - Feminino
O torneio feminino de voleibol nos Jogos Olímpicos de Verão de 1964 foi realizado no Yokohama Cultural Gymnasium e no Komazawa Volleyball Courts, Tóquio, entre 11 e 23 de outubro e organizado pela Federação Internacional de Voleibol (FIVB) em conjunto com o Comitê Olímpico Internacional (COI).

## Medalhistas
O Japão foi campeão olímpico de voleibol, enquanto a União Soviética conquistou a medalha de prata. A Polônia completou o pódio ao final em terceiro lugar na classificação final.
|  | JPN Japão |  | URS União Soviética |  | POL Polônia |
|  | Yuko Fujimoto Masae Kasai Emiko Miyamoto Kinuko Tanida Yuriko Handa Yoshiko Matsumura Sata Isobe Masako Kondo Katsumi Matsumura Setsuko Sasaki Yoko Shinozaki Ayano Shibuki |  | Nelli Abramova Astra Biltauere Lyudmila Buldakova Lyudmila Gureyeva Valentina Kamenek-Vinogradova Marita Katusheva Ninel Lukanina Valentina Mishak Tatyana Roshchina Inna Ryskal Antonina Ryzhova Tamara Tikhonina |  | Hanna Busz Krystyna Czajkowska Maria Golimowska Barbara Hermel Krystyna Jakubowska Danuta Kordaczuk Krystyna Krupa Józefa Ledwig Jadwiga Marko Jadwiga Rutkowska Maria Śliwka Zofia Szczęśniewska |

## Qualificação
| Torneio de qualificação      | Data                                | Sede            | Vagas | Qualificados                    |  |
| ---------------------------- | ----------------------------------- | --------------- | ----- | ------------------------------- |  |
| País-sede                    | 26 de maio de 1959                  | Munique         | 1     | Japão                           |  |
| Campeonato Mundial de 1962   | 13–25 de outubro de 1962            | União Soviética | 1     | União Soviética                 |  |
| Campeonato Mundial de 1962   | 13–25 de outubro de 1962            | União Soviética | 1     | Polônia                         |  |
| Campeonato Europeu de 1963   | 22 de outubro–2 de novembro de 1963 | Roménia         | 1     | Romênia                         |  |
| Qualificação Asiática        | 22–30 de dezembro de 1963           | Nova Delhi      | 1     | Coreia do Norte · Coreia do Sul |  |
| Jogos Pan-americanos de 1963 | 21 de abril–3 de maio de 1963       | São Paulo       | 1     | Brasil · Estados Unidos         |  |
| Total                        |                                     |                 | 6     |                                 |  |

## Tabela
Todas as equipes se enfrentaram entre si na forma de pontos corridos.
|     |                 |     | Jogos | Jogos | Jogos | Resultados | Resultados | Resultados | Resultados | Resultados | Resultados | Sets | Sets | Sets   | Pontos | Pontos | Pontos |
| Pos | Equipe          | Pts | T     | V     | D     | 3–0        | 3–1        | 3–2        | 2–3        | 1–3        | 0–3        | V    | P    | R      | V      | P      | R      |
| --- | --------------- | --- | ----- | ----- | ----- | ---------- | ---------- | ---------- | ---------- | ---------- | ---------- | ---- | ---- | ------ | ------ | ------ | ------ |
| 1   | Japão           | 15  | 5     | 5     | 0     | 4          | 1          | 0          | 0          | 0          | 0          | 15   | 1    | 15,000 | 238    | 93     | 2.559  |
| 2   | União Soviética | 12  | 5     | 4     | 1     | 4          | 0          | 0          | 0          | 0          | 1          | 12   | 3    | 4,000  | 212    | 97     | 2.186  |
| 3   | Polônia         | 9   | 5     | 3     | 2     | 3          | 0          | 0          | 0          | 1          | 1          | 10   | 6    | 1.667  | 180    | 162    | 1.111  |
| 4   | Romênia         | 6   | 5     | 2     | 3     | 2          | 0          | 0          | 0          | 0          | 3          | 6    | 9    | 0.667  | 140    | 172    | 0.814  |
| 5   | Estados Unidos  | 4   | 5     | 1     | 4     | 1          | 0          | 0          | 1          | 0          | 3          | 5    | 12   | 0.417  | 98     | 213    | 0.460  |
| 6   | Coreia do Sul   | 0   | 5     | 0     | 5     | 0          | 0          | 0          | 0          | 0          | 5          | 0    | 15   | 0,000  | 94     | 225    | 0.418  |

Ordenamento da classificação: 1) Número de vitórias; 2) Pontos; 3) Razão de sets; 4) Razão de pontos; 5) Confronto direto.
- 11 de Outubro

|                 |     |                |                |  |
| União Soviética | 3-0 | Roménia        | 15-5 15-6 15-0 |  |
| Japão           | 3-0 | Estados Unidos | 15-1 15-5 15-2 |  |

- 12 de Outubro

|                 |     |                |                 |  |
| União Soviética | 3-0 | Coreia do Sul  | 15-0 15-6 15-0  |  |
| Polónia         | 3-0 | Estados Unidos | 15-3 15-4 15-10 |  |
| Japão           | 3-0 | Roménia        | 15-7 15-3 15-8  |  |

- 13 de Outubro

|         |     |                |                 |  |
| Roménia | 3-0 | Estados Unidos | 15-9 15-1 15-2  |  |
| Polónia | 3-0 | Coreia do Sul  | 15-5 15-5 15-11 |  |

- 14 de Outubro

|       |     |               |                |  |
| Japão | 3-0 | Coreia do Sul | 15-3 15-2 15-4 |  |

- 15 de Outubro

|                 |     |         |                |  |
| União Soviética | 3-0 | Polónia | 15-9 15-5 15-5 |  |

- 17 de Outubro

|                 |     |                |                |  |
| União Soviética | 3-0 | Estados Unidos | 15-1 15-8 15-7 |  |

- 18 de Outubro

|       |     |         |                      |  |
| Japão | 3-2 | Polónia | 15-4 15-5 13-15 15-2 |  |

- 19 de Outubro

|         |     |               |                 |  |
| Roménia | 3-0 | Coreia do Sul | 15-10 15-9 15-6 |  |

- 21 de Outubro

|                |     |               |                  |  |
| Estados Unidos | 3-0 | Coreia do Sul | 15-7 15-13 15-13 |  |

- 22 de Outubro

|         |     |         |                |  |
| Polónia | 3-0 | Roménia | 15-7 15-6 15-8 |  |

- 23 de Outubro

|       |     |                 |                  |  |
| Japão | 3-0 | União Soviética | 15-11 15-8 15-13 |  |

## Classificação final
Esta foi a classificação final do torneio:
| Pos.              | Equipe          |
| ----------------- | --------------- |
| Medalha de ouro   | Japão           |
| Medalha de prata  | União Soviética |
| Medalha de bronze | Polônia         |
| 4                 | Romênia         |
| 5                 | Estados Unidos  |
| 6                 | Coreia do Sul   |